# Усачи длинноусые
Усачи длинноусые (лат. Acanthocinus) — род жуков из семейства усачей, подсемейства ламиин (Lamiinae) трибы Acanthocinini.

## Описание
Длина тела 1—2 см. Длина усов самцов в 2—5 раз превышает длину их тела. Самцы по размеру меньше самок, но их усы значительно превышают длину усов самок (половой диморфизм).
Надкрылья с вдавленным опушением, переднеспинка с остроконечными бугорками по бокам, бедра тонкие до слегка
вздутых, с боковыми шипами, расположенными около или немного позади середины (как у Leiopus). Боковой край надкрылий прямой к внешнему апикальному углу (что создает впечатление, что надкрылья сильно удлинены у большинства видов), усики в 3-4 раза длиннее тела у самцов, а яйцеклад очень длинный. Встречаются следующие исключения: у Acanthocinus aedilis надкрылья только около 1,8 раза длиннее ширины и усики в 4-5 раза длиннее тела у самцов, а у A. reticulatus усики у самцов только в 2 раза длиннее тела. Переднеспинка часто с 4 передними, хохолковыми бугорками (бугорки желтые у A. aedilis и A. griseus).

## Распространение
Европа, Азия. Около 15 видов в Палеарктике, 10 — в Неарктике, 3 — в Неотропике, 4 — в Ориентальной области.

## Экология и местообитания
Развитие длится 1-2 года. Взрослые жуки появляются с весны по осень. Развиваются в мёртвых и умирающих деревьях (сосны (Pinus), другие хвойные (Abies, Picea, Larix и лиственные деревья).
Самки откладывают яйца и размещает их на мёртвых или умирающих деревьях. Гусеница развивается в коре, под корой или в древесине..

## Известные виды
Около 30 видов.
- Acanthocinus aedilis (Linnaeus, 1758)
- Acanthocinus angulosus (Casey, 1913)
- Acanthocinus annamensis Pic, 1925
- Acanthocinus campbelli Gressitt, 1937
- Acanthocinus carinulatus (Gebler, 1833)
- Acanthocinus chinensis Breuning, 1978
- Acanthocinus elegans Ganglbauer, 1883
- Acanthocinus griseus (Fabricius, 1793)
- Acanthocinus gundaiensis Kano, 1933
- Acanthocinus henschi Reitter, 1900
- Acanthocinus hispanicus Sama & Schurmann, 1979
- Acanthocinus hutacharerae Makihara, 1986
- Acanthocinus leechi (Dillon, 1956)
- Acanthocinus meyeri Vitali, 2011
- Acanthocinus montanoides Breuning, 1978
- Acanthocinus nodosus (Fabricius, 1775)
- Acanthocinus obliquus (LeConte, 1862)
- Acanthocinus obsoletus (Olivier, 1795)
- Acanthocinus orientalis Ohbayashi, 1939
- Acanthocinus princeps (Walker, 1866)
- Acanthocinus pusillus Kirby, 1837
- Acanthocinus reticulatus (Razoumovsky, 1789)
- Acanthocinus sachalinensis Matsushita, 1933
- †Acanthocinus schmidti Schmidt, 1967
- Acanthocinus sinensis Pic, 1916
- Acanthocinus spectabilis (LeConte, 1854)
- Acanthocinus stillatus (Bates, 1884)
- Acanthocinus validus Matsushita, 1936
- Acanthocinus xanthoneurus Mulsant & Rey, 1852